# Юнацька збірна Малайзії з футболу (U-17)
Юнацька збірна Малайзії з футболу (U-17) — національна футбольна збірна Малайзії, що складається із гравців віком до 17 років. Керівництво командою здійснює Футбольна асоціація Малайзії.
Головним континентальним турніром для команди є Юнацький кубок Азії, який з 2008 року розігрується серед команд з віковим обмеженням до 16 років і успішний виступ на якому дозволяє отримати путівку на Чемпіонат світу (U-17). Також може брати участь у товариських і регіональних змаганнях, зокрема у Юнацькому чемпіонаті АФФ з футболу (U-16), юнацькій першості серед країн, що входять до Федерації футболу АСЕАН.
Протягом 1980-х років брала участь у відбіркових турнірах на світову першість у форматі U-16.

## Виступи на міжнародних турнірах

### Юнацький чемпіонат світу (U-17)
| Юнацький чемпіонат світу | Юнацький чемпіонат світу | Юнацький чемпіонат світу | Юнацький чемпіонат світу | Юнацький чемпіонат світу | Юнацький чемпіонат світу | Юнацький чемпіонат світу | Юнацький чемпіонат світу | Юнацький чемпіонат світу |
| Рік                      | Результат                | І                        | В                        | Н                        | П                        | Г+                       | Г-                       |                          |
| ------------------------ | ------------------------ | ------------------------ | ------------------------ | ------------------------ | ------------------------ | ------------------------ | ------------------------ | ------------------------ |
| 1985                     | не кваліфікувалася       | не кваліфікувалася       | не кваліфікувалася       | не кваліфікувалася       | не кваліфікувалася       | не кваліфікувалася       | не кваліфікувалася       |                          |
| 1987                     | не кваліфікувалася       | не кваліфікувалася       | не кваліфікувалася       | не кваліфікувалася       | не кваліфікувалася       | не кваліфікувалася       | не кваліфікувалася       |                          |
| 1989                     | не кваліфікувалася       | не кваліфікувалася       | не кваліфікувалася       | не кваліфікувалася       | не кваліфікувалася       | не кваліфікувалася       | не кваліфікувалася       |                          |
| 1991                     | не кваліфікувалася       | не кваліфікувалася       | не кваліфікувалася       | не кваліфікувалася       | не кваліфікувалася       | не кваліфікувалася       | не кваліфікувалася       |                          |
| 1993                     | не кваліфікувалася       | не кваліфікувалася       | не кваліфікувалася       | не кваліфікувалася       | не кваліфікувалася       | не кваліфікувалася       | не кваліфікувалася       |                          |
| 1995                     | не кваліфікувалася       | не кваліфікувалася       | не кваліфікувалася       | не кваліфікувалася       | не кваліфікувалася       | не кваліфікувалася       | не кваліфікувалася       |                          |
| 1997                     | не кваліфікувалася       | не кваліфікувалася       | не кваліфікувалася       | не кваліфікувалася       | не кваліфікувалася       | не кваліфікувалася       | не кваліфікувалася       |                          |
| 1999                     | не кваліфікувалася       | не кваліфікувалася       | не кваліфікувалася       | не кваліфікувалася       | не кваліфікувалася       | не кваліфікувалася       | не кваліфікувалася       |                          |
| 2001                     | не кваліфікувалася       | не кваліфікувалася       | не кваліфікувалася       | не кваліфікувалася       | не кваліфікувалася       | не кваліфікувалася       | не кваліфікувалася       |                          |
| 2003                     | не кваліфікувалася       | не кваліфікувалася       | не кваліфікувалася       | не кваліфікувалася       | не кваліфікувалася       | не кваліфікувалася       | не кваліфікувалася       |                          |
| 2005                     | не кваліфікувалася       | не кваліфікувалася       | не кваліфікувалася       | не кваліфікувалася       | не кваліфікувалася       | не кваліфікувалася       | не кваліфікувалася       |                          |
| 2007                     | не кваліфікувалася       | не кваліфікувалася       | не кваліфікувалася       | не кваліфікувалася       | не кваліфікувалася       | не кваліфікувалася       | не кваліфікувалася       |                          |
| 2009                     | не кваліфікувалася       | не кваліфікувалася       | не кваліфікувалася       | не кваліфікувалася       | не кваліфікувалася       | не кваліфікувалася       | не кваліфікувалася       |                          |
| 2011                     | не кваліфікувалася       | не кваліфікувалася       | не кваліфікувалася       | не кваліфікувалася       | не кваліфікувалася       | не кваліфікувалася       | не кваліфікувалася       |                          |
| 2013                     | не кваліфікувалася       | не кваліфікувалася       | не кваліфікувалася       | не кваліфікувалася       | не кваліфікувалася       | не кваліфікувалася       | не кваліфікувалася       |                          |
| 2015                     | не кваліфікувалася       | не кваліфікувалася       | не кваліфікувалася       | не кваліфікувалася       | не кваліфікувалася       | не кваліфікувалася       | не кваліфікувалася       |                          |
| 2017                     | не кваліфікувалася       | не кваліфікувалася       | не кваліфікувалася       | не кваліфікувалася       | не кваліфікувалася       | не кваліфікувалася       | не кваліфікувалася       |                          |
| 2019                     | не кваліфікувалася       | не кваліфікувалася       | не кваліфікувалася       | не кваліфікувалася       | не кваліфікувалася       | не кваліфікувалася       | не кваліфікувалася       |                          |
| 2021                     | не кваліфікувалася       | не кваліфікувалася       | не кваліфікувалася       | не кваліфікувалася       | не кваліфікувалася       | не кваліфікувалася       | не кваліфікувалася       |                          |
| Усього                   | 0/19                     | –                        | –                        | –                        | –                        | –                        | –                        |                          |

### Юнацький кубок Азії з футболу
| Юнацький кубок Азії | Юнацький кубок Азії               | Юнацький кубок Азії | Юнацький кубок Азії | Юнацький кубок Азії | Юнацький кубок Азії | Юнацький кубок Азії | Юнацький кубок Азії | Юнацький кубок Азії |
| Рік                 | Результат                         | І                   | В                   | Н                   | П                   | Г+                  | Г-                  |                     |
| ------------------- | --------------------------------- | ------------------- | ------------------- | ------------------- | ------------------- | ------------------- | ------------------- | ------------------- |
| 1985                | знялася                           | знялася             | знялася             | знялася             | знялася             | знялася             | знялася             |                     |
| 1986                | не кваліфікувалася                | не кваліфікувалася  | не кваліфікувалася  | не кваліфікувалася  | не кваліфікувалася  | не кваліфікувалася  | не кваліфікувалася  |                     |
| 1988                | не кваліфікувалася                | не кваліфікувалася  | не кваліфікувалася  | не кваліфікувалася  | не кваліфікувалася  | не кваліфікувалася  | не кваліфікувалася  |                     |
| 1990                | не кваліфікувалася                | не кваліфікувалася  | не кваліфікувалася  | не кваліфікувалася  | не кваліфікувалася  | не кваліфікувалася  | не кваліфікувалася  |                     |
| 1992                | не кваліфікувалася                | не кваліфікувалася  | не кваліфікувалася  | не кваліфікувалася  | не кваліфікувалася  | не кваліфікувалася  | не кваліфікувалася  |                     |
| 1994                | не кваліфікувалася                | не кваліфікувалася  | не кваліфікувалася  | не кваліфікувалася  | не кваліфікувалася  | не кваліфікувалася  | не кваліфікувалася  |                     |
| 1996                | не кваліфікувалася                | не кваліфікувалася  | не кваліфікувалася  | не кваліфікувалася  | не кваліфікувалася  | не кваліфікувалася  | не кваліфікувалася  |                     |
| 1998                | не кваліфікувалася                | не кваліфікувалася  | не кваліфікувалася  | не кваліфікувалася  | не кваліфікувалася  | не кваліфікувалася  | не кваліфікувалася  |                     |
| 2000                | не кваліфікувалася                | не кваліфікувалася  | не кваліфікувалася  | не кваліфікувалася  | не кваліфікувалася  | не кваліфікувалася  | не кваліфікувалася  |                     |
| 2002                | не кваліфікувалася                | не кваліфікувалася  | не кваліфікувалася  | не кваліфікувалася  | не кваліфікувалася  | не кваліфікувалася  | не кваліфікувалася  |                     |
| 2004                | перший раунд                      | 3                   | 0                   | 1                   | 2                   | 1                   | 7                   |                     |
| 2006                | не кваліфікувалася                | не кваліфікувалася  | не кваліфікувалася  | не кваліфікувалася  | не кваліфікувалася  | не кваліфікувалася  | не кваліфікувалася  |                     |
| 2008                | перший раунд                      | 3                   | 1                   | 0                   | 2                   | 5                   | 7                   |                     |
| 2010                | не кваліфікувалася                | не кваліфікувалася  | не кваліфікувалася  | не кваліфікувалася  | не кваліфікувалася  | не кваліфікувалася  | не кваліфікувалася  |                     |
| 2012                | не кваліфікувалася                | не кваліфікувалася  | не кваліфікувалася  | не кваліфікувалася  | не кваліфікувалася  | не кваліфікувалася  | не кваліфікувалася  |                     |
| 2014                | чвертьфінали                      | 4                   | 2                   | 0                   | 2                   | 4                   | 4                   |                     |
| 2016                | перший раунд                      | 3                   | 0                   | 1                   | 2                   | 1                   | 7                   |                     |
| 2018                | перший раунд                      | 3                   | 1                   | 0                   | 2                   | 8                   | 8                   |                     |
| 2020                | не кваліфікувалася                | не кваліфікувалася  | не кваліфікувалася  | не кваліфікувалася  | не кваліфікувалася  | не кваліфікувалася  | не кваліфікувалася  |                     |
| Усього              | Найкращий результат: чвертьфінали | 16                  | 4                   | 2                   | 10                  | 19                  | 33                  |                     |

### Юнацький чемпіонат АФФ (U-17)
| Юнацький чемпіонат АФФ U-17 | Юнацький чемпіонат АФФ U-17         | Юнацький чемпіонат АФФ U-17 | Юнацький чемпіонат АФФ U-17 | Юнацький чемпіонат АФФ U-17 | Юнацький чемпіонат АФФ U-17 | Юнацький чемпіонат АФФ U-17 | Юнацький чемпіонат АФФ U-17 | Юнацький чемпіонат АФФ U-17 |
| Рік                         | Результат                           | І                           | В                           | Н                           | П                           | Г+                          | Г-                          |                             |
| --------------------------- | ----------------------------------- | --------------------------- | --------------------------- | --------------------------- | --------------------------- | --------------------------- | --------------------------- | --------------------------- |
| 2002                        | четверте місце                      | 4                           | 3                           | 0                           | 1                           | 12                          | 8                           |                             |
| 2005                        | четверте місце                      | 3                           | 2                           | 0                           | 1                           | 6                           | 4                           |                             |
| 2007                        | перший раунд                        | 4                           | 1                           | 2                           | 1                           | 13                          | 8                           |                             |
| Усього                      | Найкращий результат: четверте місце | 11                          | 6                           | 2                           | 3                           | 31                          | 20                          |                             |

### Юнацький чемпіонат АФФ (U-16)
| Юнацький чемпіонат АФФ U-16 | Юнацький чемпіонат АФФ U-16   | Юнацький чемпіонат АФФ U-16 | Юнацький чемпіонат АФФ U-16 | Юнацький чемпіонат АФФ U-16 | Юнацький чемпіонат АФФ U-16 | Юнацький чемпіонат АФФ U-16 | Юнацький чемпіонат АФФ U-16 | Юнацький чемпіонат АФФ U-16 |
| Year                        | Результат                     | І                           | В                           | Н                           | П                           | Г+                          | Г-                          |                             |
| --------------------------- | ----------------------------- | --------------------------- | --------------------------- | --------------------------- | --------------------------- | --------------------------- | --------------------------- | --------------------------- |
| 2008                        | третє місце                   | 4                           | 2                           | 1                           | 1                           | 6                           | 5                           |                             |
| 2011                        | перший раунд                  | 4                           | 1                           | 3                           | 0                           | 7                           | 5                           |                             |
| 2013                        | переможець                    | 6                           | 3                           | 3                           | 0                           | 13                          | 3                           |                             |
| 2015                        | перший раунд                  | 5                           | 2                           | 0                           | 3                           | 4                           | 8                           |                             |
| 2016                        | перший раунд                  | 5                           | 2                           | 1                           | 2                           | 6                           | 12                          |                             |
| 2017                        | четверте місце                | 7                           | 4                           | 0                           | 3                           | 13                          | 7                           |                             |
| 2018                        | третє місце                   | 6                           | 4                           | 0                           | 2                           | 13                          | 4                           |                             |
| 2019                        | переможець                    | 7                           | 5                           | 2                           | 0                           | 20                          | 4                           |                             |
| Усього                      | Найкращий результат: чемпіони | 44                          | 23                          | 10                          | 11                          | 82                          | 48                          |                             |